# Pomf et Thud
Pomf et Thud, de leurs vrais noms Alexandre Noci et Hadrien Noci, sont deux frères commentateurs français de StarCraft II qui commentaient des matchs entre joueurs professionnels ou semi-professionnels. Ces matchs étaient commentés à partir de replays et étaient diffusés sur leur site ou sur leur chaîne YouTube et en podcast sur iTunes. 
Le duo est inactif depuis 2018. 

## Biographie

### Les débuts
En 2010, alors que la version bêta de StarCraft II sort, Pomf, faute d'avoir un ordinateur assez puissant pour y jouer, s'intéresse aux internautes coréens qui commentent les parties sur le net. « Scotché » devant la passion qui se dégage de ces vidéos, il décide, avec son frère et deux autres amis joueurs, de monter leur propre chaîne de diffusion, et d'en être les propres commentateurs.
En septembre 2010, la chaîne est la plus visionnée en France. Cet engouement leur permet le 3 juin 2011 de passer à la phase suivante : commenter en direct, dans un endroit public. C'est le premier O'Gaming : O'Gaming - Des Banelings & de la Mousse. Il a lieu à Boulogne-Billancourt, le 3 juin 2011, dans un bar et réunit les commentateurs, un trio de joueurs français de StarCraft II classés et leurs fans.
À la suite du succès de ce rendez-vous (1 000 personnes viennent, alors que le bar ne peut en accueillir que 200), l'équipe loue le Bataclan, une salle parisienne, le 11 novembre 2011, pour la deuxième édition : O'Gaming 2 : Splits & Kicks. Pomf et Thud partagent alors la scène avec des commentateurs de jeu de combat, Ken Bogard (Street Fighter) et Frionel (Marvel vs. Capcom). Les 1 500 places sont rapidement vendues. Lors de cet événement était également présent en guest-star Kyan Khojandi, l'acteur principal de la série Bref diffusée sur Canal+ depuis septembre 2011, et fan des deux commentateurs.
Le 3 juillet 2011, les deux frères avaient également commenté officiellement en direct les matchs des qualifications françaises de la World Cyber Games.

### Alt Tab
Le 11 octobre 2011, le duo fonde une société avec deux autres membres de leur équipe, « Alt Tab Productions », pour laquelle neuf personnes sont employées à l'organisation d'évènements, l'enregistrement des parties et la diffusion d'émissions sur une web TV, O'Gaming TV. La société emploie notamment les commentateurs Chips et Noi, et a pris en charge les tournois associés à League of Legends. En 2013, la société compte deux salariés, et fait travailler une trentaine de personnes à l'année.
En janvier 2012, ils annoncent, en association avec les commentateurs britanniques Apollo et TotalBiscuit, la mise en place du tournoi Iron Squid : Chapter 1, une compétition mondiale sur plusieurs mois regroupant vingt joueurs parmi les meilleurs du monde. Au fil des semaines, Pomf et Thud ont dévoilé en teasing les joueurs deux par deux, et organisé deux tournois qualificatifs ouverts à tous. La compétition s'est déroulée sur le serveur nord-américain, dans un souci d'équité. Les demi-finales et les deux finales sont organisées en direct au Grand Rex, salle parisienne de plus de 2 500 places. Les quatre joueurs qualifiés, tous coréens, sont assez étonnés par l'accueil du public français, beaucoup plus enthousiaste que ne l'est généralement le public coréen. La deuxième édition d'Iron Squid est elle aussi un succès.
Thud a quitté la direction d'Alt Tab en 2016, tout en restant actionnaire et commentateur de la chaîne Starcraft II.

### Popularité et visibilité

Logo d'O'Gaming TV

Depuis sa première vidéo le 7 juin 2010, la chaîne YouTube de Pomf et Thud a été visionnée plus de 100 millions de fois. Celle-ci reçoit 400 000 visiteurs uniques par mois en 2011.
Ils sont les commentateurs francophones de sport électronique et de jeu vidéo les plus écoutés. Fort de sa popularité, le duo étend son activité et ouvre de nouveaux canaux de communication, en marge de la diffusion de vidéos.
Dans la presse nationale française, les deux animateurs ont fait l'objet d'un article dans L'Express en mai 2011 et d'un article dans L’Équipe magazine courant 2011. Une chronique sur France Culture leur a également été consacrée en juillet 2011. Dans la presse spécialisée, Pomf et Thud apparaissent régulièrement dans des magazines comme Joystick (dont une double page dans le numéro 236 publié en janvier 2011). Les sites consacrés aux jeux vidéo tels que Gamekult ou Gameblog suivent également leur actualité.
En 2016, Thud est contacté par TF1 comme conseiller en sport électronique pour un épisode de la série télévisée Alice Nevers, le Juge est une Femme. Il finit par y faire un caméo à l'écran en tant que commentateur d'un tournoi de Starcraft 2[réf. nécessaire].

## Iron Squid

L'Iron Squid est la compétition organisée par Pomf et Thud. Elle a, durant ses deux éditions en 2012, accueilli 20 puis 32 joueurs, dont la majeure partie étaient invités. Seuls quelques-uns ont dû passer les qualifications. Le premier chapitre d'Iron Squid a eu ses phases finales au Grand Rex, avec 2 500 spectateurs sur place. La deuxième édition était déjà retransmise en plusieurs langues et les phases finales se sont déroulées au Palais des congrès de Paris avec 3 700 spectateurs sur place.

### Palmarès
| Iron Squid 2012        | Iron Squid 2012                        | Iron Squid 2012 | Iron Squid 2012 |
| Événement              | Date                                   | Gagnant         | Finaliste       |
| ---------------------- | -------------------------------------- | --------------- | --------------- |
| Iron Squid : Chapter 1 | Du 19 février au 5 mai 2012            | (T) MMA         | (Z) Symbol      |
| Iron Squid : Chapter 2 | Du 28 novembre 2012 au 27 janvier 2013 | (Z) Life        | (Z) DongRaeGu   |

## O'Gaming Summer Party
Le 26 juillet 2013, Pomf et Thud organisent un évènement à Lyon ayant pour thème le jeu Starcraft II.
C'est l'occasion pour faire participer les joueurs suivants : Stephano, Dayshi, Stardust, Babyknight.

## Underdogs
Les Underdogs sont une série de tournois joués par des joueurs français. Ces matchs sont joués tous les lundis à 20h et sont répartis en saisons avec des phases finales. À partir de la saison 22, les meilleurs joueurs s'affrontent dans les Topdogs : 5 joueurs considérés comme ayant le meilleur niveau français sont invités et 3 autres sont issus du top 3 des Underdogs[réf. souhaitée].

### Palmarès
| Saison | Gagnant                       | Récompense |
| ------ | ----------------------------- | ---------- |
| 1      | Antoine « Dayshi » Stievenart | 150 EUR    |
| 2      | Sébastien « FireCake » Lebbe  | 150 EUR    |
| 3      | Downfall                      | 150 EUR    |
| 4      | Antoine « Dayshi » Stievenart | 300 EUR    |
| 5      | Antoine « Dayshi » Stievenart | 300 EUR    |
| 6      | David « Lilbow » Moschetto    | 300 EUR    |
| 7      | Antoine « Dayshi » Stievenart | 300 EUR    |
| 8      | David « Lilbow » Moschetto    | 300 EUR    |
| 9      | David « Lilbow » Moschetto    | 300 EUR    |
| 10     | Alexis « MarineLorD » Eusebio | 300 EUR    |
| 11     | David « Lilbow » Moschetto    | 200 EUR    |
| 12     | David « Lilbow » Moschetto    | 200 EUR    |
| 13     | David « Lilbow » Moschetto    | 200 EUR    |
| 14     | Alexis « MarineLorD » Eusebio | 200 EUR    |
| 15     | Alexis « MarineLorD » Eusebio | 200 EUR    |
| 16     | Alexis « MarineLorD » Eusebio | 200 EUR    |
| 17     | David « Lilbow » Moschetto    | 200 EUR    |
| 18     | David « Lilbow » Moschetto    | 200 EUR    |
| 19     | Théo « PtitDrogo » Freydière  | 200 EUR    |
| 20     | Adrien « DnS » Bouet          | 200 EUR    |
| 21     | Adrien « DnS » Bouet          | 200 EUR    |
| 22     | Adrien « DnS » Bouet          | 200 EUR    |
| 23     | Clément « Denver » Coste      | 200 EUR    |
| 24     | Thomas « ShaDoWn » Labrousse  | 200 EUR    |
| 25     | Uzikoti                       | 200 EUR    |

| Saison | Gagnant                       | Récompense |
| ------ | ----------------------------- | ---------- |
| 1      | David « Lilbow » Moschetto    | 600 EUR    |
| 2      | Antoine « Dayshi » Stievenart | 600 EUR    |
| 3      | Alexis « MarineLorD » Eusebio | 600 EUR    |
| 4      | Alexis « MarineLorD » Eusebio | 600 EUR    |

## WarHounds
Les WarHounds sont une compétition où trois des meilleurs joueurs du monde s'affrontent entre eux[réf. souhaitée]. Chaque saison réunit trois nouveaux joueurs de races différentes[réf. souhaitée].

### Palmarès
| Saison | Gagnant                          | Récompense |
| ------ | -------------------------------- | ---------- |
| 1      | Jens « Snute » Aasgaard          | 250 USD    |
| 2      | Ko « HyuN » Seok Hyun            | 250 USD    |
| 3      | Jang « MC » Min Chul             | 250 USD    |
| 4      | Juan Carlos « MajOr » Tena Lopez | 200 USD    |

## Nation Wars
Nation Wars est un tournoi de StarCraft II opposant plusieurs équipes représentant différents pays. Les équipes sont composées de trois joueurs au préalable choisis par la communauté par un système de vote. Des commentaires des parties sont proposés en plusieurs langues, avec en Français l'équipe O'Gaming. Monté tout d'abord à partir de huit équipes, il compte depuis 2017 trente-deux nations participantes, les phases finales étant organisées pour se dérouler en live. L'éditeur Blizzard Entertainment en est partenaire depuis la quatrième édition et la dotation est pour la dernière édition de 50 000 USD.
La cinquième édition de la compétition se déroule du 21 mars au 22 avril 2018, les phases finales de l'événement se jouant à Paris, à La Villette.
| Édition       | Vainqueur    |
| ------------- | ------------ |
| 1 (2014)      | Norvège      |
| 2 (2014)      | Norvège (2)  |
| 3 (2015-2016) | France       |
| 4 (2016-2017) | Corée du Sud |
| 5 (2018)      | Corée du Sud |
| 6 (2019)      | Finlande     |
| 7 (2022)      | Pologne      |

## Identité visuelle

Ancien Logo
Logo actuel